# Patrick Chauvel
Patrick Chauvel (1949) é um fotógrafo e ator francês.